# Додень, Эжен
Эже́н Доде́нь (фр. Eugène Dodeigne; 27 июля 1923, Руврё, провинция Льеж, Бельгия — 24 декабря 2015, Ленсель, департамент Нор, Франция) — французский скульптор.

## Биография
Первым его учителем был отец, работавший изготовителем надгробий. В дальнейшем Эжен окончил курсы ваяния в Туркуэне и Школу изящных искусств в Париже.
С 1949 года живёт в Бондю на самом севере Франции. Занимается графикой и скульптурой, в последней отдавая предпочтение абстрактным формам. Его скульптуры разнообразны — от совсем небольших, в несколько десятков сантиметров, гладко отполированных фигур до огромных камней с грубой фактурой. С 1955 года использует для своих скульптур преимущественно голубой камень из Суаньи.
С 1960-х годов произведения Доденя начинают выставляться в крупнейших галереях Франции, таких как галереи Клода Бернара, Пьера Лёба, Жана Буше. Следом получает мировое признание — проходят выставки в Берлине, Ганновере, Роттердаме, Брюсселе и Питтсбурге. С 1970-х годов скульптуры Эжена Доденя начинают выставлять на открытом воздухе в общественных пространствах разных городов Европы: Антверпена, Ганновера, Гренобля, Дюнкерка, Лилля, Льежа, Парижа, Утрехта и других. Скульптуры Доденя также находятся в музеях и частных коллекциях Австрии, Бельгии, Германии, Нидерландов, Соединённых Штатов, Франции и Швейцария.

## Награды
- Кавалер ордена Почётного легиона[5]

## Скульптуры

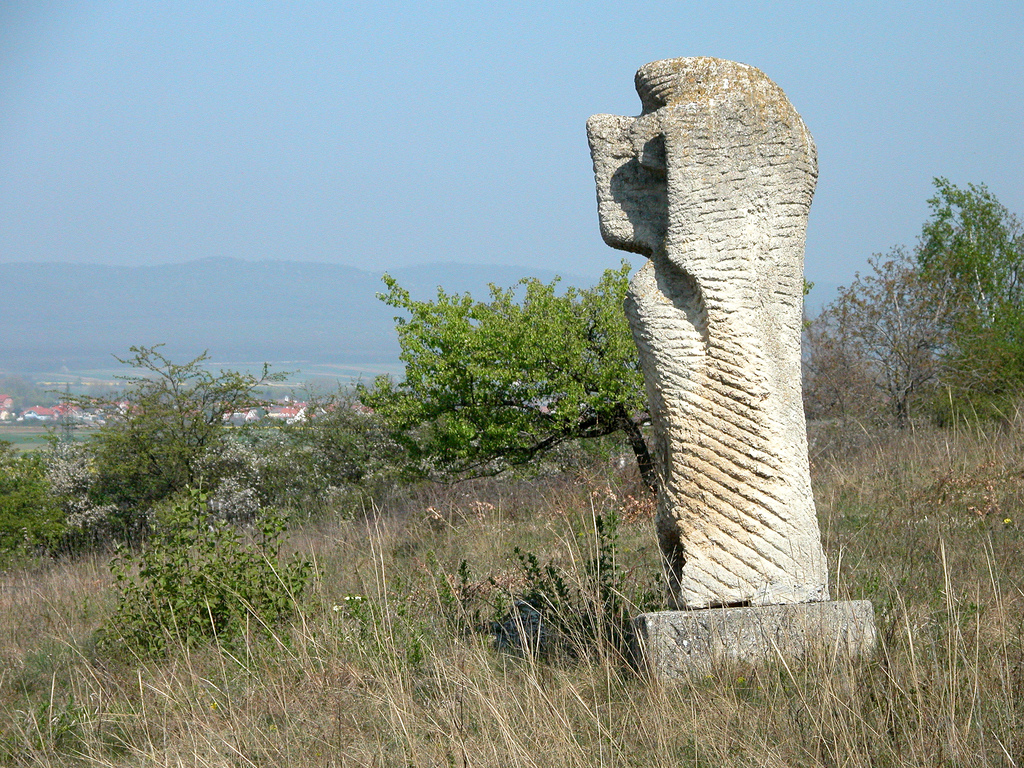
Без названия (1959) Санкт-Маргаретен-им-Бургенланд, Австрия
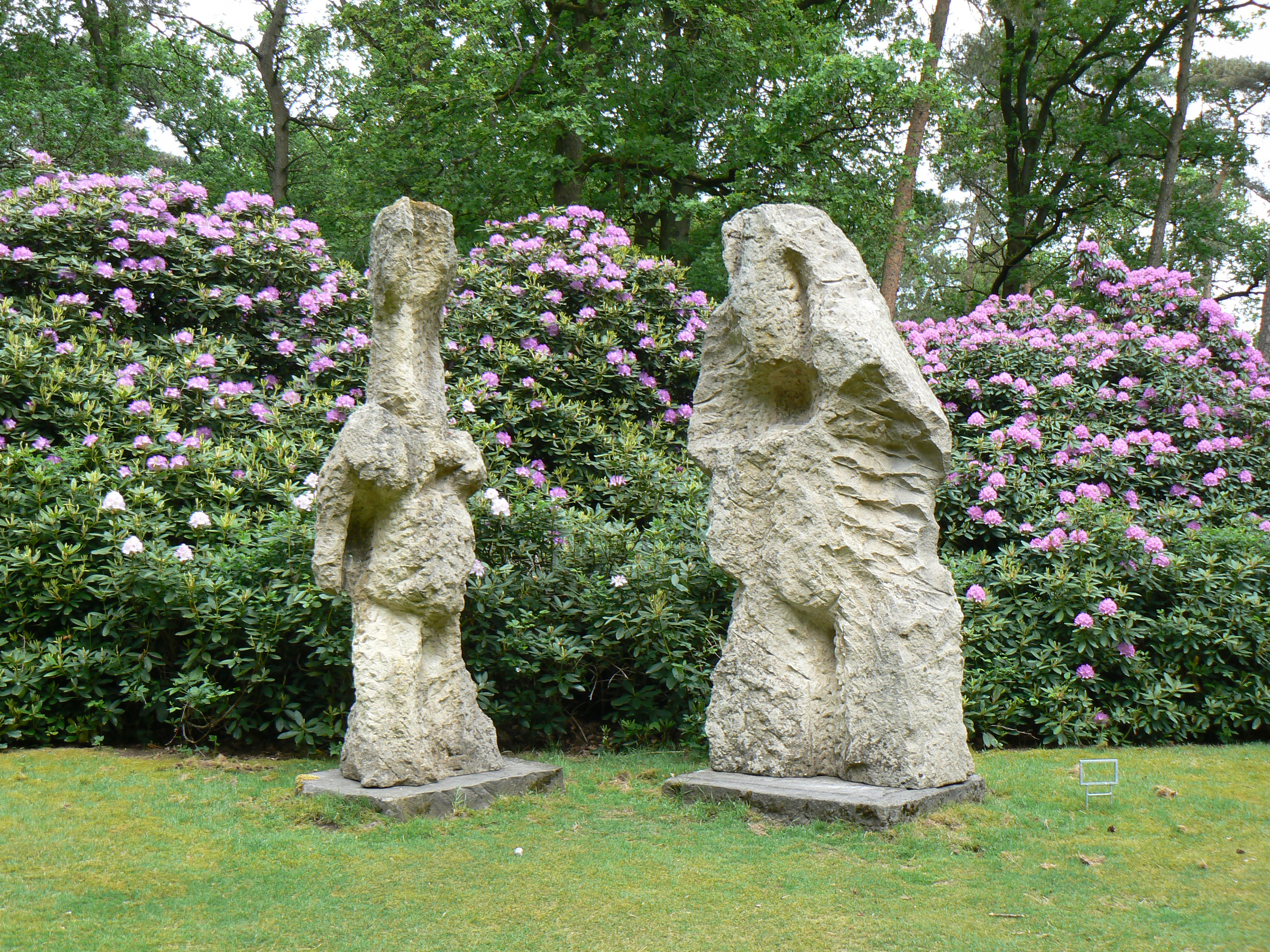
Мужчина и женщина (1963) Музей Крёллер-Мюллер, Оттерло, Нидерланды
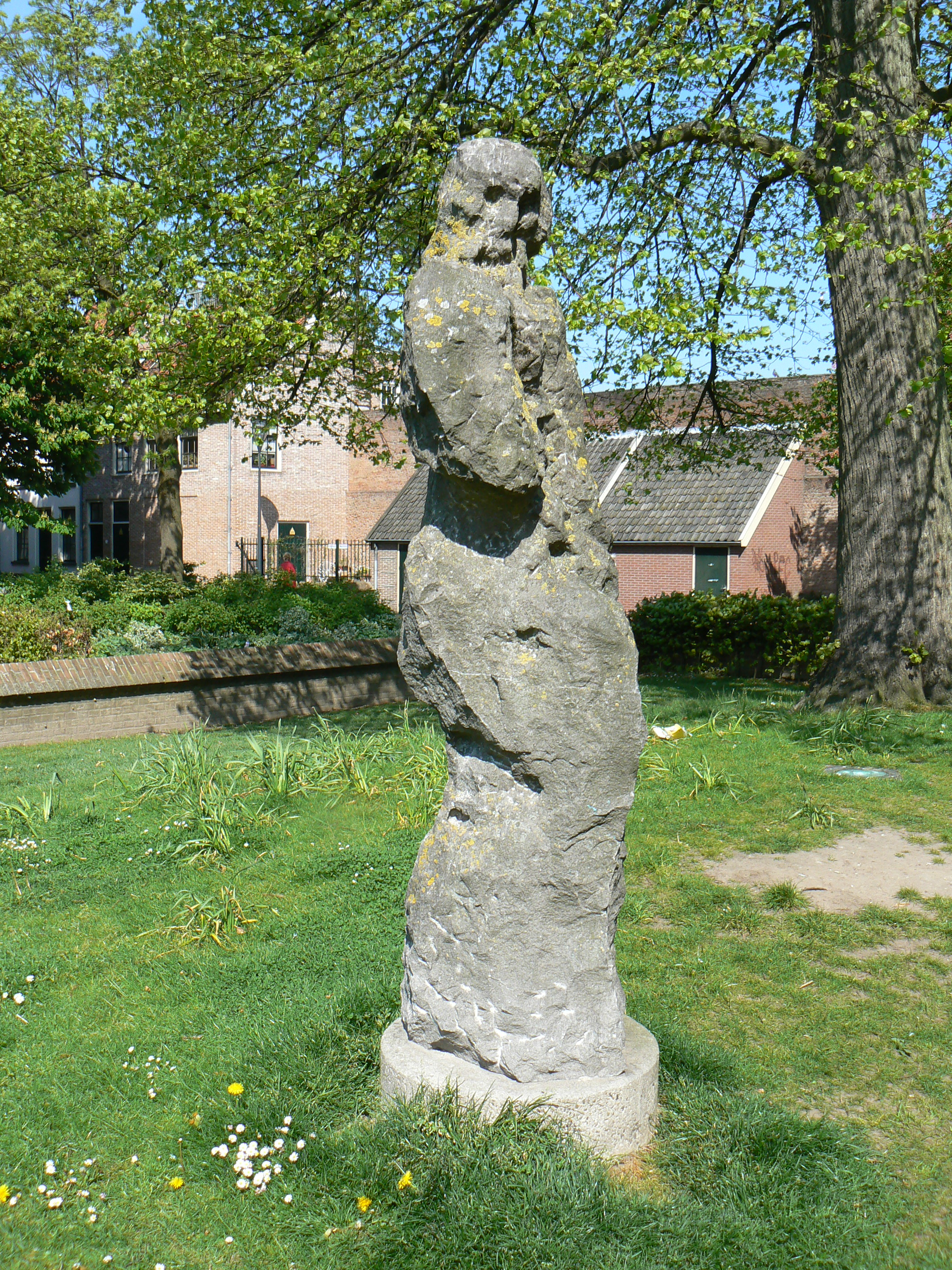
Фигура (1964) Зволле, Нидерланды
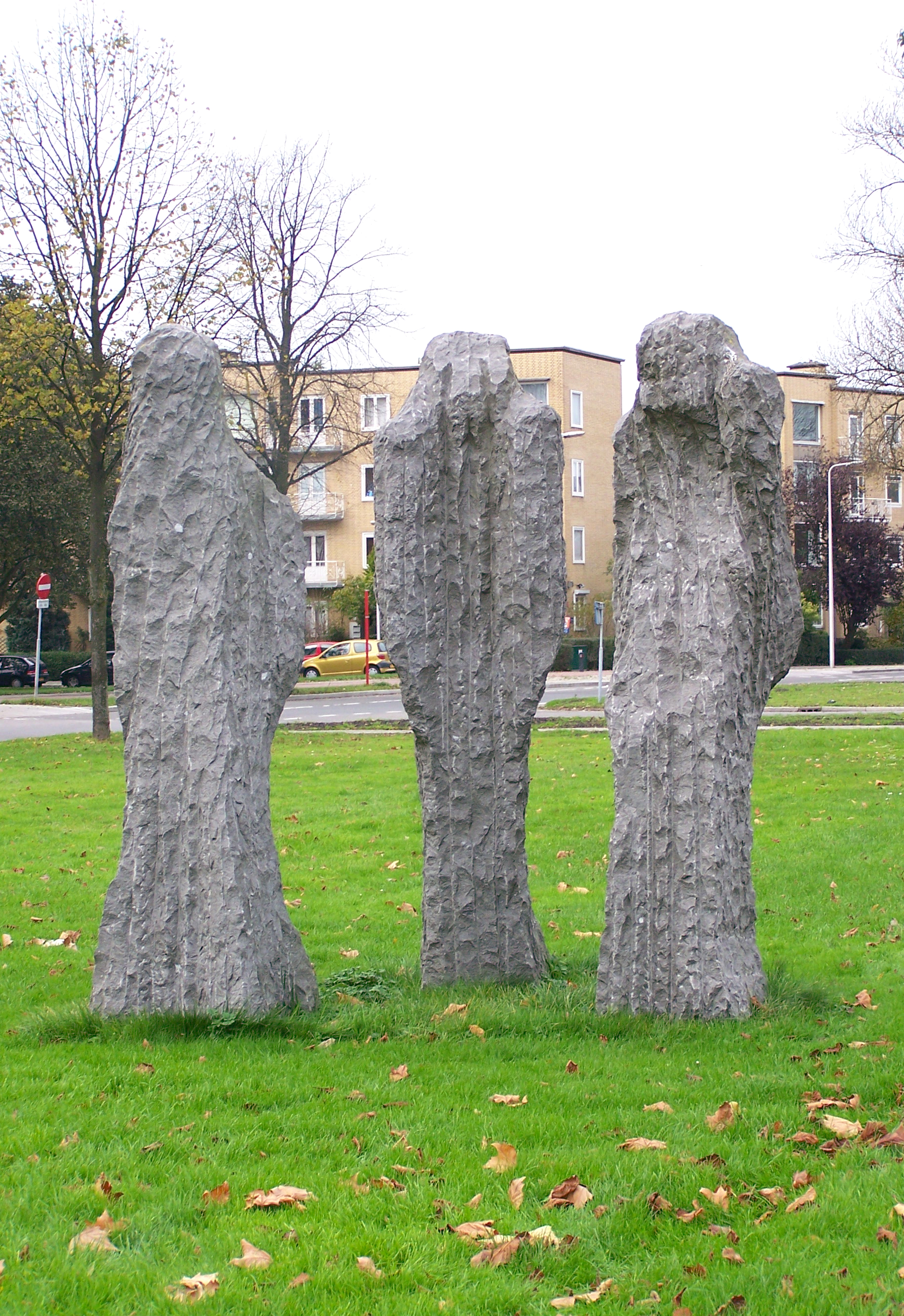
Три фигуры (1979) Йозеф Хайдлаан, Утрехт, Нидерланды
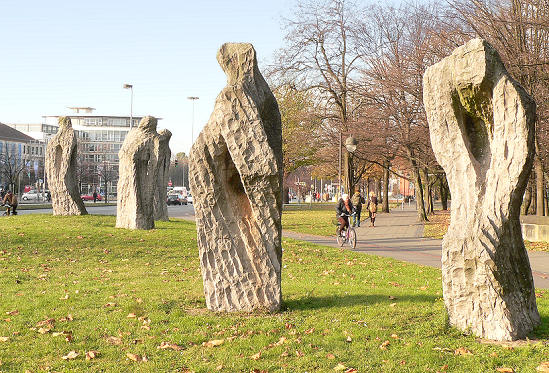
Семья (1982) Ганновер, Германия
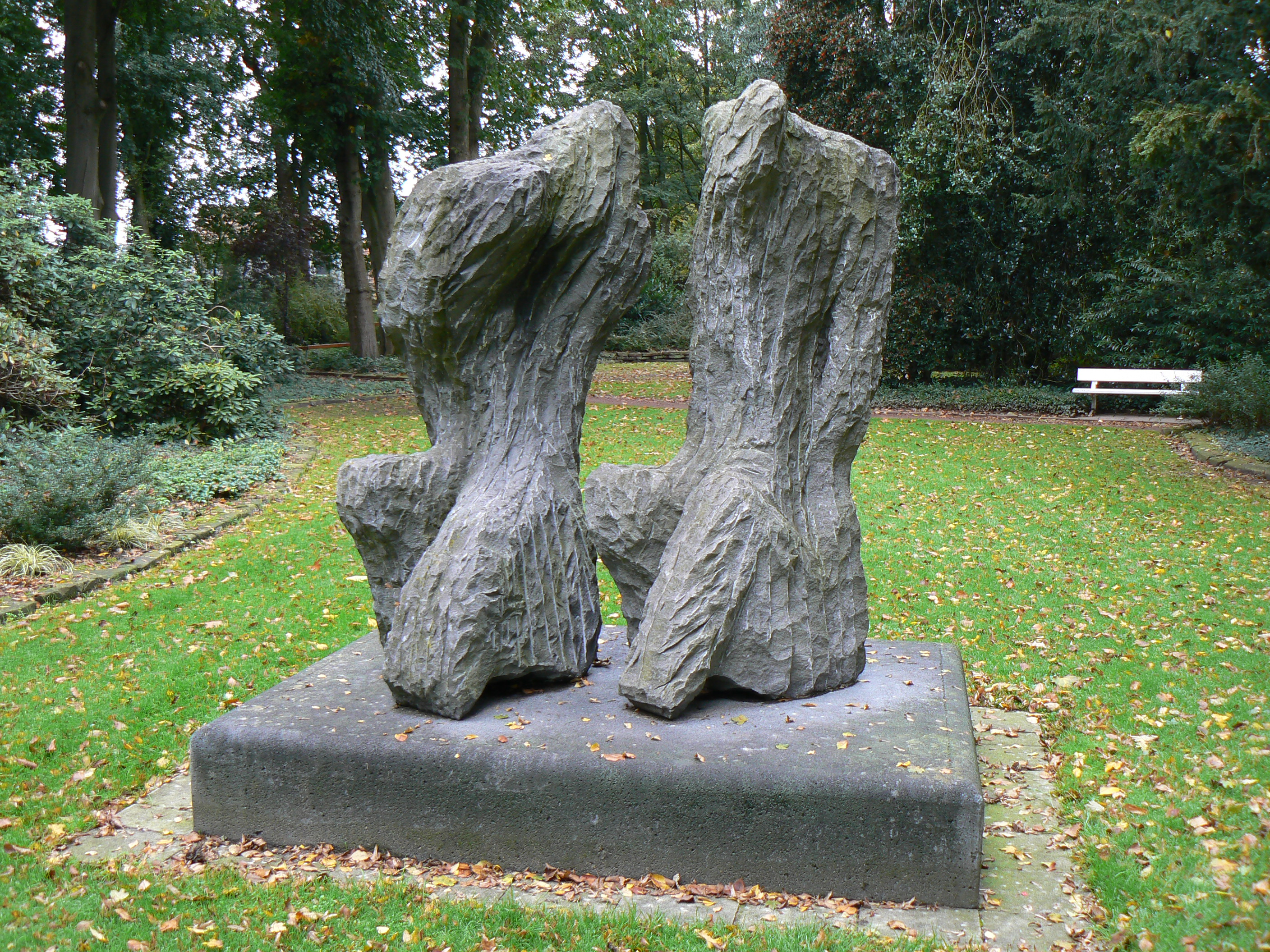
По секрету (1986) Нордхорн, Германия
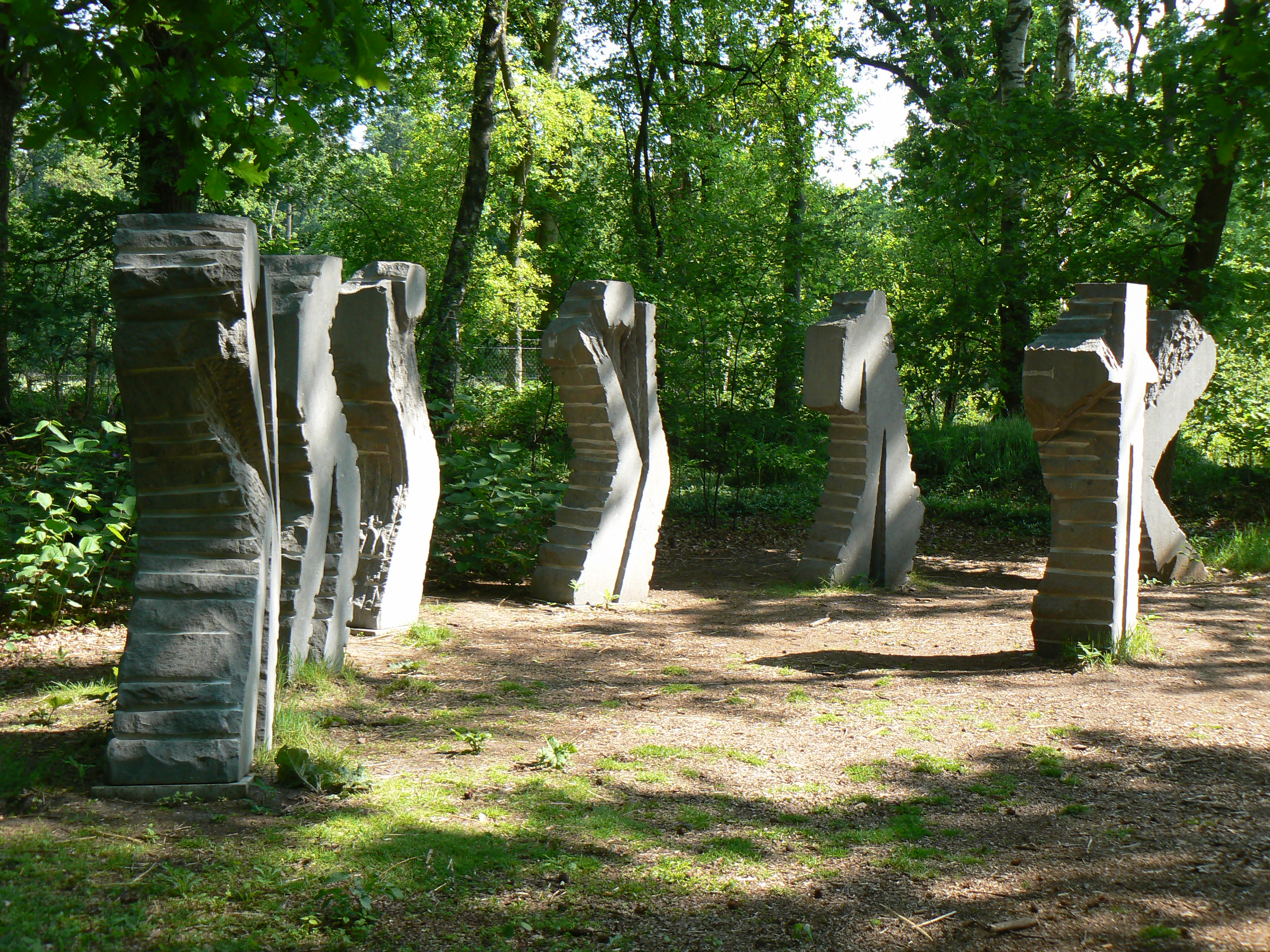
Группа семи (1993) Музей Крёллер-Мюллер, Оттерло, Нидерланды
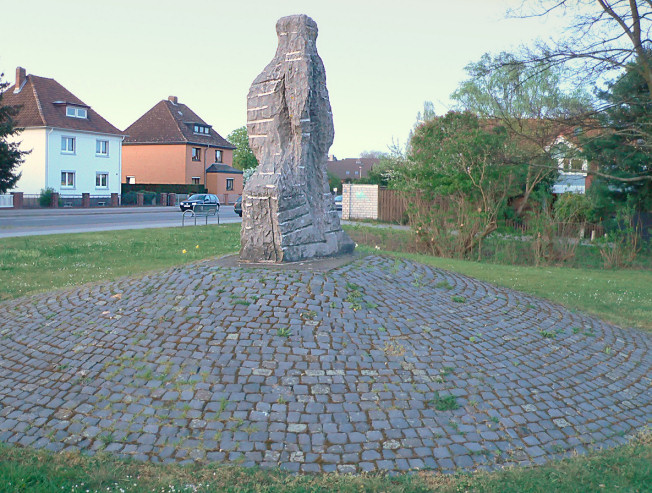
Памятник в концлагере Нойенгамме, Германия